# Maurizio Della Nave
Maurizio Della Nave (* 1956 in Florenz) ist ein italienischer Grafikdesigner und Vertreter der Elektronischen Musik.
Della Nave arbeitete in den 1970er und 1980er Jahren vorwiegend im Bereich der Elektronischen Musik und realisierte in Zusammenarbeit mit experimentellen Tanzgruppen und experimentellen Theatergruppen mehrere Klangproduktionen.
Er arbeitete zusammen mit Albert Mayr, Alvin Curran, Giacinto Scelsi, Maurizio Nannucci, Ronald Bunzl, Virgilio Sieni und Fabio De Poli. Er war auf mehreren internationalen Kunstausstellungen vertreten und nahm 1987 an der documenta 8 in Kassel teil.